# Курлов, Михаил Георгиевич
Михаил Георгиевич Курлов (7 [19] апреля 1859, Ярославль — 7 января 1932, Томск, Западно-Сибирский край) — русский терапевт и бальнеолог, доктор медицины, экстраординарный профессор по частной патологии и терапии, ректор Императорского Томского университета (1903—1906).

## Биография
Родился в семье военного. Окончил в 1878 году Вятскую гимназию и поступил в Медико-хирургическую академию, которую с отличием закончил в 1883 году. В 1886 году стал доктором медицины за диссертацию: «Усвоение и обмен азотистых веществ при кормлении чахоточных по способу Дебова». Был отправлен в командировку за границу для совершенствования, занимался в Мюнхене у профессоров Цимсена, Боллингера, Эммериха, в Берлине у Эрлиха и Гергардта. После возвращения был избран приват-доцентом клиники внутренних болезней.
В 1888 году публикует статью об излечиваемости туберкулёза лёгких.
В 1890 году назначен экстраординарным профессором Томского университета по частной патологии и терапии. С 1890 по 1929 годы Михаил Курлов возглавлял кафедру терапии медицинского факультета Томского госуниверситета, занимался гематологией, разработал классификацию минеральных вод. По указаниям Курлова томским благотворителем В. Т. Зиминым был выстроен Томский бактериологический институт. Первый председатель Томского отделения Всероссийской лиги борьбы с туберкулёзом. Руководил проведением Дня Белой ромашки 24 апреля 1913 года в Томске. По его инициативе был организован детский противотуберкулезный санаторий «Городок» в пос. Тимирязевский.
С 1892 года по 1920 год (до закрытия общины) был создателем и бессменным руководителем, главным врачом Томской общины сестер милосердия Томского отделения Всероссийского Общества Красного Креста.
Курлов опубликовал на русском и немецком языках свыше 20 работ по внутренним болезням и бактериологии, особый интерес в своё время представляла его совместная с А. П. Коркуновым работа об упрощении Киельдаль-Бородинского способа определении азота органических веществ, облегчившая возможность многочисленных исследований об обмене веществ при различных нормальных и патологических условиях.
Ректор Томского университета с 5 сентября 1903 г. по 18 ноября 1906 г., М. Г. Курлов был первым выборным ректором Императорского Томского университета.

## Основные работы
Около 100 работ, в частности:
- «Усвоение и обмен азотистых веществ при кормлении чахоточных по способу Дебова» (диссертация, СПб., 1886)
- «Sparteinum sulaur. als Herzmittel» («D. Arch. f. Klinische Med.», т. 46, 1887, и «Врач», 1887)
- «Ueber die Bedeutung der Milz im Kampfe mit den ins Blut eingedrungenen Microorganismen» («Arch. f. Hygiene», т. II, и «Врач» 1889)
- «Об изменениях крови у бесселезеночных животных и т. д.» («Врач», 1889 и 1892); «Cytorictes Guarnieri» («Русский Архив Патол.», 1896)
- «Anguillula intestinalis ale Ursache akuter blutiger Durchfalle beim Menschen» («Centralblatt f. Bakt.», т. 31, 1902)
- «Исторический очерк деятельности Томской Общины сестер Милосердия, за первое пятнадцатилетие. 1892—1907.»
- «Изменения крови при болезни Basedow’a» («Врачебная Газета», 1909).
- «Материалы к распространению туберкулеза в Томске» (1913)
- «Опыт классификации сибирских целебных минеральных вод» (1921)
- «Клинические лекции по внутренним болезням» (1927)
- «Материалы о брюшном тифе в Томске» (1905)